# ブラツコ (小惑星)
ブラツコ（2445 Blazhko）は、小惑星帯に位置する小惑星である。1935年10月3日、クリミア半島のシメイズ観測所でペラゲーヤ・F・シャインが発見した。
変光星の研究で知られるロシア（ソビエト）の天文学者、セルゲイ・ニコラエヴィッチ・ブラツコに因んで命名された。